# Glikogenoza

Glikogenoza je naziv za nasljednu bolest poremećaja enzima koji sudjeluju u razgradnji i sintezi glikogena. Ukupno razlikujemo 9 jasno različitih tipova glikogenoza, ovisno o tome aktivnost kojeg enzim je poremećena. Uz 9 tipova postoji i 0 (nula) tip gilkogenoze, nedostatak gilkogen sintetaze, što ne uzrokuje nakupljanje glikogena u stanicama, za razliku od ostalih tipova u kojima se glikogen nakuplja u stanicama jetre, mišića i ostalim stanicama.
Pojedini tipovi glikogenoza se mogu prema osnovnim kliničkim manifistacijama podijeliti u dvije grupe:
- jetrene tipovi : tipovi 0, 1, 3, 4, 6 i 9
- mišićni tipovi : tipovi 5 i 7
- generalizirani tip : tip 2

## Tipovi
| Tip' glikogenoze | Deficit enzima                                                      | Eponim                             | Osnovni simptomi                                                                         |
| Tip 1(a-d)       | 1a: glukoza-6-fosfataza 1b, 1c, 1d: glukoza-6-fosfat-translokaza    | von Gierkeova bolest               | - Hipoglikemija - Hepatomegalija i bolest jetre - Laktatna acidoza - Zaostajanje u rastu |
| Tip 2            | alfa-1,4-glukozidaza (lizosomska alfa-glukozidaza)                  | Pompeova bolest                    | - Mišična slabost - Smrt do dobi od otprilike 2 godine (juvenilni oblik)                 |
| Tip 3            | amilo-1,6-glukozidaza (debrancher enzim)                            | Corieva bolest ili Forbeova bolest | - Hepatomegalija - Hipoglikemija u gladovanju - Miopatija                                |
| Tip 4            | amilo-1,4-1,6-transglukozidaza (brancher enzim)                     | Andersenova bolest                 | - Zaostajanje u rastu - Ciroza i smrt do dobi od otprilike 5 godina                      |
| Tip 5            | mišična fosforilaza                                                 | McArdleova bolest                  | - Grčevi kod vježbanja - Rabdomioliza - Zatajenje bubrega zbog mioglobinurije            |
| Tip 6            | jetrena fosforilaza                                                 | Hersova bolest                     | - Hepatomegalija - Hipoglikemija                                                         |
| Tip 7            | fosfofruktokinaza fosfoglicerat kinaza fosfoglicerat mutaza         | Taruieva bolest                    | - Mišični grčevi i slabost (ponekad rabdomioliza) kod vježbanja - Hemolitička anemija    |
| Tip 8            | Prije se smatralo posebnim stanjem, danas se klasificira kao tip 6. |                                    |                                                                                          |
| Tip 9(a-c)       | fosforilaza-beta-kinaza, PHKA2                                      | -                                  | - Hepatomegalija - Hiperlipidemija - Usporen motorički razvoj - Zaostajanje u rastu      |
| Tip 10           | Prije se smatralo posebnim stanjem, danas se klasificira kao tip 6. |                                    |                                                                                          |
| Tip 11           | GLUT2                                                               | Fanconi-Bickelov sindrom           |                                                                                          |
| Tip 0            | glikogen sintaza                                                    | -                                  | - Hipoglikemija kod gladovanja - Povremeni mišični grčevi                                |